# Stratinska
Stratinska (en serbe cyrillique : Стратинска) est un village de Bosnie-Herzégovine. Il est situé sur le territoire de la ville de Banja Luka et dans la république serbe de Bosnie. Selon les premiers résultats du recensement bosnien de 2013, il compte 197 habitants.

## Géographie

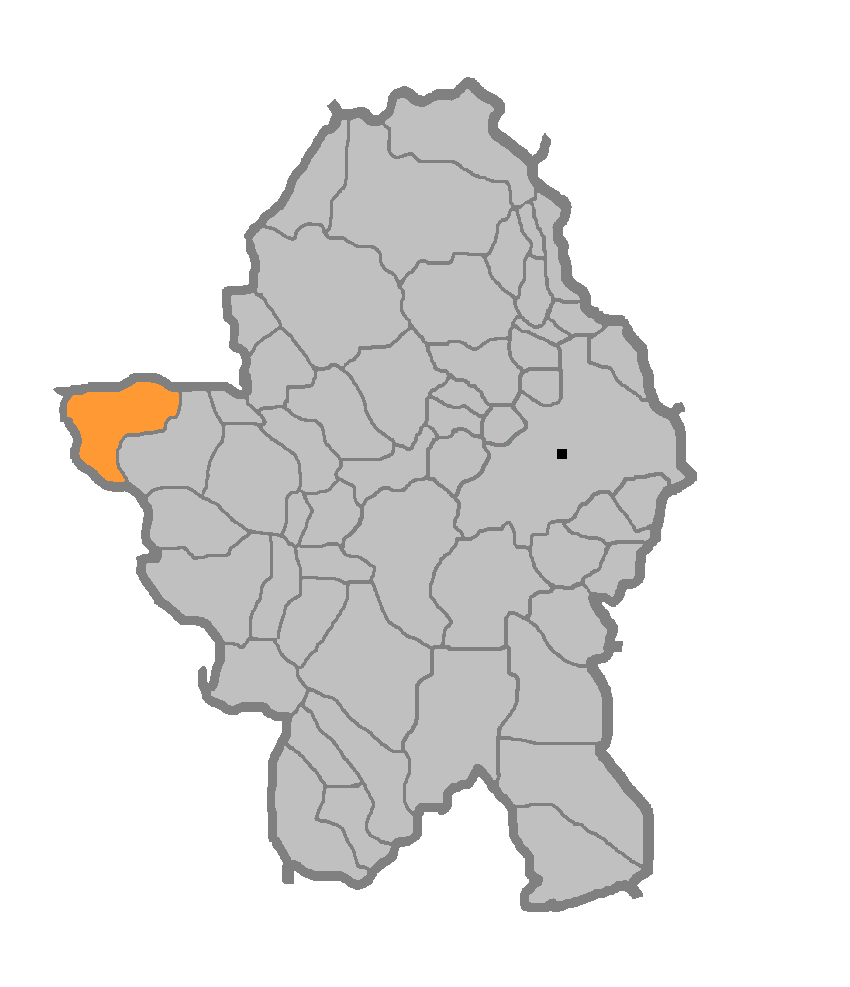
Localisation de la communauté locale de Stratinska dans la Ville de Banja Luka

Le village est situé à la confluence des rivières Grabovica et Milosavka, dont les eaux mêlées forment la Stratinska rijeka (la « rivière de Stratinska »).

## Démographie

### Évolution historique de la population dans la localité
| 1948 | 1953 | 1961  | 1971  | 1981  | 1991 | 2013 |
| ---- | ---- | ----- | ----- | ----- | ---- | ---- |
| -    | -    | 1 326 | 1 264 | 1 034 | 730  | 197  |

|  |